# 警察病院
警察病院（けいさつ びょういん）とは、都道府県警察の関連団体が運営する医療機関。
かつて健康保険制度や公務災害補償制度の整備が不十分であった時代において、警察職員の福利厚生を目的として、警察関係者の寄付金等により設立された。現在は一般開放されている普通の病院である。警察業務を受託した場合を除き、警察からの指揮監督を特別に受ける医療機関ではない。設置者は警察関係者の出資による一般財団法人や医療法人（社会医療法人）であり、警察組織には含まれない民間病院である。また、前記の理由から、医療法に定める公的医療機関には該当しない。

## 主な警察病院
| 名称         | 所在地               | 開設者                     | 備 考                                |
| ------------ | -------------------- | -------------------------- | ------------------------------------ |
| 東京警察病院 | 東京都中野区         | 一般財団法人自警会         | 1929年設立                           |
| けいゆう病院 | 神奈川県横浜市西区   | 一般財団法人神奈川県警友会 | 1933年設立                           |
| 大阪警察病院 | 大阪府大阪市天王寺区 | 社会医療法人警和会         | 1937年設立。2022年に社会医療法人化。 |

### かつて存在した警察病院
- 西東京警察病院 - 2010年に廃止[1]
- 京都警察病院 - 2020年4月に譲渡され、京都からすま病院に改称
- 北大阪警察病院 - 2019年4月に譲渡され、北大阪ほうせんか病院に改称
- 第二大阪警察病院-2024年（令和6年）12月31日に閉院。大阪市天王寺区北山町にあった大阪けいさつ病院（2024年6月30日までは大阪警察病院）と統合

## 類似病院
警察共済組合直営診療所
警察病院とは別に、警察本部には職域医療機関として警察共済組合直営の診療所がある。大阪府警察本部の職域医療機関は、警察共済組合直営ではなく一般財団法人大阪府警察職員互助会が運営する診療所である。
警察共済保険医療機関
警察共済組合の健康保険証は、警察病院に限らず、全ての保険医療機関で使用が可能である。警察官は警察病院と同様の診察を、通院しやすい保険医療機関から選択して受診することができる。
警察官公務災害指定医療機関
警察官の公務災害指定医療機関は、警察病院に限らず、労災指定医療機関とほぼ同じである。警察官の負傷時は、最寄の公務災害指定医療機関に搬入されることが多い。
警察医所属医療機関
警察医は各警察署の管内にある医療機関から選任され、緊密な提携関係が構築されている。警察医の所属する医療機関は警察病院に限らない。
法医学業務委託医療機関
司法解剖など法医学業務は、主として法医学教室のある大学病院と緊密な提携関係をもって委託されている。現在、法医学業務を受託している警察病院はない。
警察官の健康診断業務受託医療機関
警察官の健康診断業務は、近年、入札などの競争的選考方法により委託先が決定されるため、警察病院には限定されない。
警察退職者等出向受入医療機関
警察との協議により警察退職者等の出向者を受け入れしている医療機関は、警察病院に限らず、国公立病院、公務員共済組合病院、赤十字病院などの公的医療機関及び、多くの大学病院等がある。また、暴力団対策やテロ対策などのため、警察退職者を雇用する民間医療機関も多い。